# René Llense
René Llense (14 de julho de 1913 — 12 de março de 2014) foi um futebolista francês. Ele competiu na Copa do Mundo FIFA de 1934, sediada na Itália.
Construi sua carreira nas décadas de 30 e 40, Seu primeiro clube foi o FC Seté em 1932, possui três passagens pelo Saint Étienne, onde se aposentou em 1945.